# Abbasi
L'Abbasi è un'antica moneta d'argento della Persia. Prende il nome dallo scià Abbas I di Persia (1571 - 1629), un esponente della dinastia dei Safavidi.
La moneta è stata emessa per la prima volta nel 1620 con un peso di 7,70 g ed in seguito da parte dei successori di Abbas I fino alla metà del XVIII secolo, seppur con un peso in continua diminuzione. Fu emesso dal 1762 in Azerbaigian ed in Georgia, tra il 1804 ed il 1832 a Tbilisi, in Russia ed in Afghanistan sotto i re Habibullah e Amanullah fino al 1926.
La moneta da un abbasi valeva in origine 4 shahi.